# 코발트 (잡지)
《코발트》(일본어: コバルト)는 일본의 출판사인 슈에이샤(集英社)가 격월로 발행하는 여성향 소설 전문 잡지이다. 《마리아님이 보고 계셔》가 연재된 잡지로 알려져 있으며, 주 독자층은 10대 및 20대 초반의 여성들이다.
연재되는 소설의 단행본은 코발트 문고 레이블로 발행하고 있다. 

## 구성
코발트의 분량은 매 호마다 다르지만, 평균적으로 350~380쪽 가량이다. 대부분의 분량이 소설과 일러스트로 구성된다. 특히 이들 소설의 일러스트를 담당한 일러스트레이터들이 유명세를 타는 경우도 어렵잖게 찾을 수 있다. 권두에는 주 독자층을 겨냥해 계절에 맞는 기획기사(개학, 졸업, 방학 등)가 실리지만 그 분량은 5% 미만이다. 이후 권말의 15~20페이지 가량이 독자 참여 코너로, 독자들이 직접 투고한 단편 소설이나 시 등이 실린다. 

## 작품들의 성향
코발트의 주 독자층이 10대 및 20대 초반 여성인 만큼, 이들의 기호에 맞는 러브스토리나 판타지물이 주를 이룬다. 백합물이나 보이즈 러브가 등장하기도 한다. 국내에는 코발트가 마리아님이 보고 계셔의 단편이 처음 연재된 잡지로 알려지면서 백합물을 주로 연재하는 잡지로 알려졌으나, 실제 이런 성향을 띤 작품들의 비중은 극히 낮은 편이다.

## 코발트를 통해 알려진 유명 작품들
코발트를 통해 알려진 유명 작품들 중 대표적인 것이 바로 곤노 오유키 원작의 마리아님이 보고 계셔이다. 마리아님이 보고 계셔는 애초 1997년에 코발트에 단편으로 소개된 것이 시초이나, 1998년에 코발트 문고 레이블로 발매되면서 여성층 뿐만 아니라 남성층에서도 인기를 얻기 시작했다. 
또한 1990년도부터 연재한 구와바라 미즈나 원작의 불꽃의 미라쥬다. 본편은 완결이 났으며 지금은 불꽃의 미라쥬 해후편을 연재 중이다.
작가 쿠와바라 미즈나의 인기 SF "불꽃의 신기루"(Mirage of blaze)시리즈가 둥지를 틀고 있는 잡지가 바로 코발트이기도 하다.